# 1829 no Brasil
Esta é uma cronologia dos fatos acontecimentos de ano 1829 no Brasil.

## Incumbente
- Imperador – D. Pedro I (1822–1831)

## Eventos
- 18 de março: O Tratado de Amizade e Comércio é assinado entre Brasil e Estados Unidos.
- 1 de abril: Dom Pedro I do Brasil declara guerra a D. Miguel de Portugal.
- 17 de outubro: Dom Pedro I casa-se com Amélia de Beauharnais.
- 2 de dezembro: A primeira Exposição de Belas-Artes é realizada no Rio de Janeiro.

## Nascimentos
- 4 de janeiro: Tito Franco de Almeida, escritor e político (m. 1899).
- 19 de abril — Qorpo Santo, dramaturgo (m. 1883).[1]